# Codex Millenarius maior

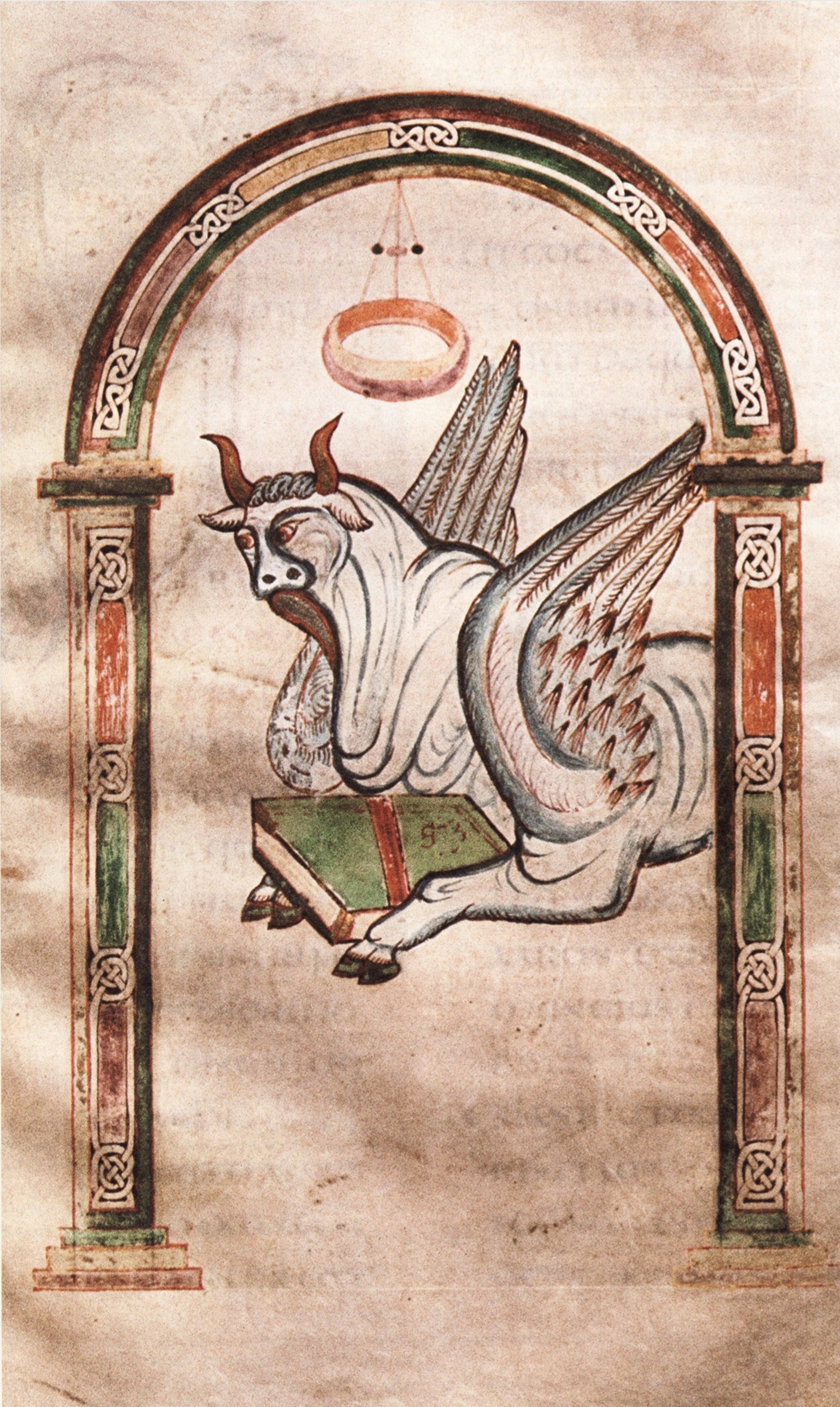
Rappresentazione di San Luca come toro alato nel Codex millenarius maior

Il Codex Millenarius maior è un evangeliario miniato, che nacque verso l'800 nel monastero di Mondsee. Esso si trova ora nella biblioteca dell'abbazia di Kremsmünster, nell'Alta Austria.
Il manoscritto contiene otto copertine in stile carolingio, che raffigurano i Quattro evangelisti e i loro simboli, che rendono l'opera unica nel suo genere in tutti i tempi.